# 白花合景天
白花合景天（学名：Pseudosedum affine）为景天科合景天属的植物。分布在西伯利亚以及中亚等地，生长于海拔730米至1,600米的地区，多生在山沟阴坡上或沙滩砾石土中，目前尚未由人工引种栽培。
美国植物学家认为这种植物应被归类为景天属

## 异名
- Sedum alberti Rgl.